# 北宋真定府路帅臣列表
北宋真定府路帅臣，指真定府路安抚司的长官，或称安抚使，或称经略安抚使。

## 历任经略安抚使

### 宋太祖朝
- 郭崇（960年）
- 昝居润（960年—961年）
- 韩令坤（961年—968年）
- 卢多逊（968年）
- 刘载（968年—971年）
- 刘审琼（972年—976年）

### 宋太宗朝
- 刘审琼（976年—977年）
- 柴禹锡（984年）
- 钱惟治（986年—988年）
- 王明（988年）
- 潘美（988年—991年）
- 田重进（991年—992年）
- 张永德（992年—994年）
- 周莹（994年—995年）
- 裴济（995年—997年）

### 宋真宗朝
- 李允正（998年）
- 王显（998年—999年）
- 慕容德丰（999年—1000年）
- 王超（1000年—1002年）
- 程德玄（1002年—1003年）
- 马知节（1003年—1005年）
- 孙全照（1005年）
- 上官正（1005年—1006年）
- 赵昌言（1005年—1008年）
- 边肃（1008年—1011年）
- 王嗣宗（1012年—1014年）
- 王能（1014年—1018年）
- 李允则（1018年—1021年）
- 钱惟济（1021年—1022年）

### 宋仁宗朝
- 钱惟济（1022年—1028年）
- 王贻永（1028年—1029年）
- 孙继邺（1029年）
- 张昭远（1030年）
- 刘平（1032年—1033年）
- 张若谷（1034年—1035年）
- 任布（1035年—1036年）
- 王沿（1036年）
- 李谘（1036年）
- 韩亿（1038年—1039年）
- 夏守赟（1039年）
- 王贻永（1039年—1040年）
- 任布（1040年—1041年）
- 张存（1041年—1042年）
- 杨崇勋（1042年）
- 张存（1042年—1044年）
- 王沿（1044年）
- 田况（1044年）
- 鱼周询（1044年—1045年）
- 明镐（1045年—1047年）
- 郭劝（1047年）
- 韩琦（1047年—1048年）
- 李昭述（1048年—1053年）
- 宋祁（1053年）
- 李昭亮（1053年—1056年）
- 陈升之（1056年—1057年）
- 吕溱（1057年—1059年）
- 钱明逸（1059年—1061年）
- 张掞（1061年—1063年）

### 宋英宗朝
- 张掞（1063年）
- 韩贽（1063年—1064年）
- 周沆（1064年—1066年）
- 王素（1066年—1067年）
- 陆诜（1067年）

### 宋神宗朝
- 陆诜（1067年—1069年）
- 吴中复（1069年—1070年）
- 刘庠（1070年—1071年）
- 吕公孺（1071年—1074年）
- 孙固（1074年—1075年）
- 楚建中（1075年—1077年）
- 章衡（1079年—1081年）
- 曾布（1081年—1082年）
- 冯京（1082年—1084年）
- 刘瑾（1084年—1085年）

### 宋哲宗朝
- 刘瑾（1085年—1086年）
- 蔡京（1086年）
- 滕元发（1086年—1089年）
- 曾布（1089年—1090年）

- 曾孝宽（1090年）
- 谢景温（1090年）
- 李清臣（1090年—1093年）
- 刘安世（1093年—1094年）
- 刘奉世（1094年—1095年）
- 杨畏（1095年—1096年）
- 韩忠彦（1096年—1097年）
- 吴安持（1096年—1098年）
- 高遵惠（1098年—1099年）
- 李清臣（1099年—1100年）

### 宋徽宗朝
- 李清臣（1100年）
- 叶祖洽（1100年）
- 王钦臣（1100年—1101年）
- 刘安世（1101年）
- 朱绂（1101年—1102年）
- 李南公（1102年—1103年）
- 杜常（1103年—1104年）
- 吕嘉问（1104年—1105年）
- 王博闻（1106年）
- 钟传（1106年）
- 胡宗回（1106年—1108年）
- 邢恕（1108年—1109年）
- 曾孝广（1109年—1111年）
- 许几（1111年—1112年）
- 王旉（1112年—1113年）
- 洪中孚（1113年）
- 张杲（1113年—1114年）
- 洪中孚（1114年—1116年）
- 赵遹（1116年—1118年）
- 周邦彦（1118年—1119年）
- 盛章（1120年）
- 赵遹（1121年—1122年）
- 沈积中（1122年）
- 毛友（1122年）
- 刘韐（1122年—1123年）
- 陈遘（1123年—1124年）
- 刘韐（1124年—1125年）

### 宋钦宗朝
- 刘韐（1125年—1126年）
- 陈遘（1126年）
- 李邈（1126年）
- 汪伯彦（1126年—1127年）